# Свободно национално движение
Свободното национално движение (на английски: Free National Movement) е дясноцентристка либералноконсервативна политическа партия на Бахамските острови.
Тя е основана през 1971 година и през по-голямата част от своето съществуване е основната опозиционно партия в страната. Под ръководството на Хюбърт Ингреъм партията управлява през 1992-2002 и 2007-2012 година. На изборите през 2012 година получава 9 места в парламента и отново е в опозиция.